# Walter Reuter
Walter Reuter (4 de enero de 1906, Berlín - 20 de marzo de 2005, Cuernavaca) fue un fotógrafo alemán avecindado en México a partir de 1942.

## Biografía

### Berlín
Walter Reuter nació y creció en el aristocrático barrio berlinés de Charlottenburg. Hijo de un conductor de tranvías y de la portera de un edificio donde residía la burguesía del barrio, la familia de Reuter pertenecía en cambio a la clase obrera. En su ciudad natal trabajó primero como fotoimpresor, aún adolescente. Comenzó a trabajar temprano en profesiones relacionadas con los medios, siendo incluso actor y bailarín. Posteriormente, enfocó su vida profesional de modo definitivo en la fotografía trabajando como fotorreportero. Trabajó para la revista de izquierda AIZ, Arbeiter-Illustrierte-Zeitung, siendo por entonces muy influenciado por las vanguardias de los años 20. En 1933, perseguido por los nazis, después de publicar sus fotografías sobre las manifestaciones en contra del Partido Nacional Socialista, salió de Alemania rumbo a la España republicana.

### España
Reuter llegó a España en mayo de 1933. Entre 1934 y 1936 se establece en Málaga y entabla gran relación con algunos escritores y poetas destacados de la Generación del 27 como Emilio Prados o Bernabé Fernández Canivell. Cuando estalló la guerra civil española, su mujer, Sulamith Siliava, y Jazmin, el primer hijo común de ambos, se desplazaron a Francia, permaneciendo él en España y participando en ella, primero como soldado republicano, y luego como fotorreportero. Luchador por la justicia social, su cámara de fotos se convirtió en una perfecta arma, una vez iniciada la Guerra Civil. Es autor de las primeras fotografías de Málaga y la revolución popular que se vive al fracasar el golpe militar. En 1937 en la ciudad de Valencia realizó un reportaje sobre el Instituto Obrero de Valencia, fotografías que el tipógrafo polaco Mauricio Amster utilizaría para diseñar uno de los carteles para divulgar esta iniciativa del Ministerio de Instrucción Pública y Bellas Artes. Igualmente, colaboraría ampliamente con el fotomontador valenciano Josep Renau, tanto en España como en el exilio mexicano de ambos. También participó en documentales filmados de propaganda sobre el Instituto Obrero de Valencia y sobre las Colonias de niños protegidos por la Segunda República Española. El 31 de octubre de 1937, la capitalidad del Estado se traslada a Barcelona, y Reuter se fue también a la ciudad Condal, siguiendo al Gobierno republicano, donde en mayo de 1938 participó en la exposición de la juventud “El arte al servicio del pueblo”.
Retrató la retaguardia y en particular a los niños y refugiados que sufrían las consecuencias del fascismo. Fue corresponsal gráfico internacional y en España sus fotografías, la mayoría de ellas firmadas como Walter, documentaron varias publicaciones.
Walter Reuter, combatió en la guerra que el Estado español mantuvo contra el fascismo, sobrevivió a la Segunda Guerra Mundial y varios campos de concentración.

### México
La derrota en 1939 le obligó a exiliarse y después de varios años de penurias consiguió establecer su residencia en México, donde se casó en segundas nupcias con Ana María y tuvo tres hijas, Marina (1951), Claudia (1957) y Hely (1963). Hely Reuter, concienciada con la obra de su padre, trabaja para clasificar el material calculado en más de 120 mil negativos, entre México, Alemania y España.
Su legado fotográfico es de gran interés documental. La altura humana de este ciudadano solidario, activo hasta su muerte, lo hacen digno ejemplo de luchador por la justicia social. Su hija Hely Reuter lo recuerda como “Un hombre maravilloso, con una luz muy especial”.

## Filmografía
Cineasta (22 créditos)
1971 La güera Xóchitl (Corto) 
1968 Un toro me llama
1965 Amor amor amor (segmento "La Viuda") 
1965 La viuda (Corto) 
1963 A la salida (Corto) 
1962 The Time and the Touch
1960 Los pequeños gigantes (Documental) 
1959 Virgin Sacrifice
1957 El Brazo Fuerte (Ficción, fotógrafo)
1954 Raíces (segmentos "Las vacas", "El tuerto", "La potranca") 
1954 Historia de un río (Corto, Documental) 
1953 Noticiero cine verdad (Corto, Documental) 
1953 Retrato de un pintor (Corto, Documental) 
1952 Arte público (Corto, Documental) 
1952 Corazón de la ciudad (Corto, Documental) 
1952 El botas (Corto, Documental) 
1952 El hombre de la isla (Corto, Documental) 
1952 Guerra al paludismo (Corto, Documental) 
1952 La brecha (Corto, Documental) 
1952 Pintura mural mexicana (Corto, Documental) 
1952 Tierra de chicle (Corto, Documental) 
1952 Tierra de esperanza (Corto, Documental) 
1952 Toreros mexicanos (Corto, Documental) 
Productor (9 créditos)
1954 Historia de un río (Corto, Documental) (productor) 
1952 Arte público (Corto, Documental) (productor) 
1952 Corazón de la ciudad (Corto, Documental) (productor) 
1952 El botas (Corto, Documental) (productor) 
1952 El hombre de la isla (Corto, Documental) (productor) 
1952 Pintura mural mexicana (Corto, Documental) (productor) 
1952 Tierra de chicle (Corto, Documental) (productor) 
1952 Tierra de esperanza (Corto, Documental) (productor) 
1952 Toreros mexicanos (Corto, Documental) (productor) 
Director] (8 créditos)
1954 Historia de un río (Corto, Documental) 
1952 Corazón de la ciudad (Corto, Documental) 
1952 El botas (Corto, Documental) 
1952 El hombre de la isla (Corto, Documental) 
1952 Guerra al paludismo (Corto, Documental) 
1952 La brecha (Corto, Documental) 
1952 Tierra de chicle (Corto, Documental) 
1952 Tierra de esperanza (Corto, Documental) 
Writer] (2 créditos)
1952 El hombre de la isla (Corto, Documental) 
1952 Tierra de esperanza (Corto, Documental) 
Camera and Electrical Department] (1 crédito)
1954 Festín para la muerte (fotógrafo)